# Río Pranhita
El río Pranhita es un corto y destacado río de la India, el mayor afluente del río Godavari formado por la confluencia de los ríos Wardha (528 km) y Wainganga (579 km).  Su curso marca la frontera del distrito de Gadchiroli, en el estado de Maharashtra, y del distrito de Adilabad, en el de Telangana.
La subcuenca del Pranhita, con 109 078 km², es la séptima más grande de la India, mayor que las cuencas individuales de ríos importantes como el Narmada o Cauvery. Supone aproximadamente el 34% de la cuenca del Godavari, ya que transporta las aguas combinadas de los ya citados Wardha y Wainganga, además de las del Penganga (676 km). Su extensa red de tributarios drena toda la región de Vidarbha, en Maharashtra, así como las laderas meridionales de la cordillera Satpura.
El río Pranhita propiamente dicho tiene solamente 113 km de longitud, pero el sistema Pranhita–Wardha–Penganga, el más largo de la cuenca, alcanza los 920 km (113+131+676 km),  siendo el 9.º río más largo de la India.

## Origen

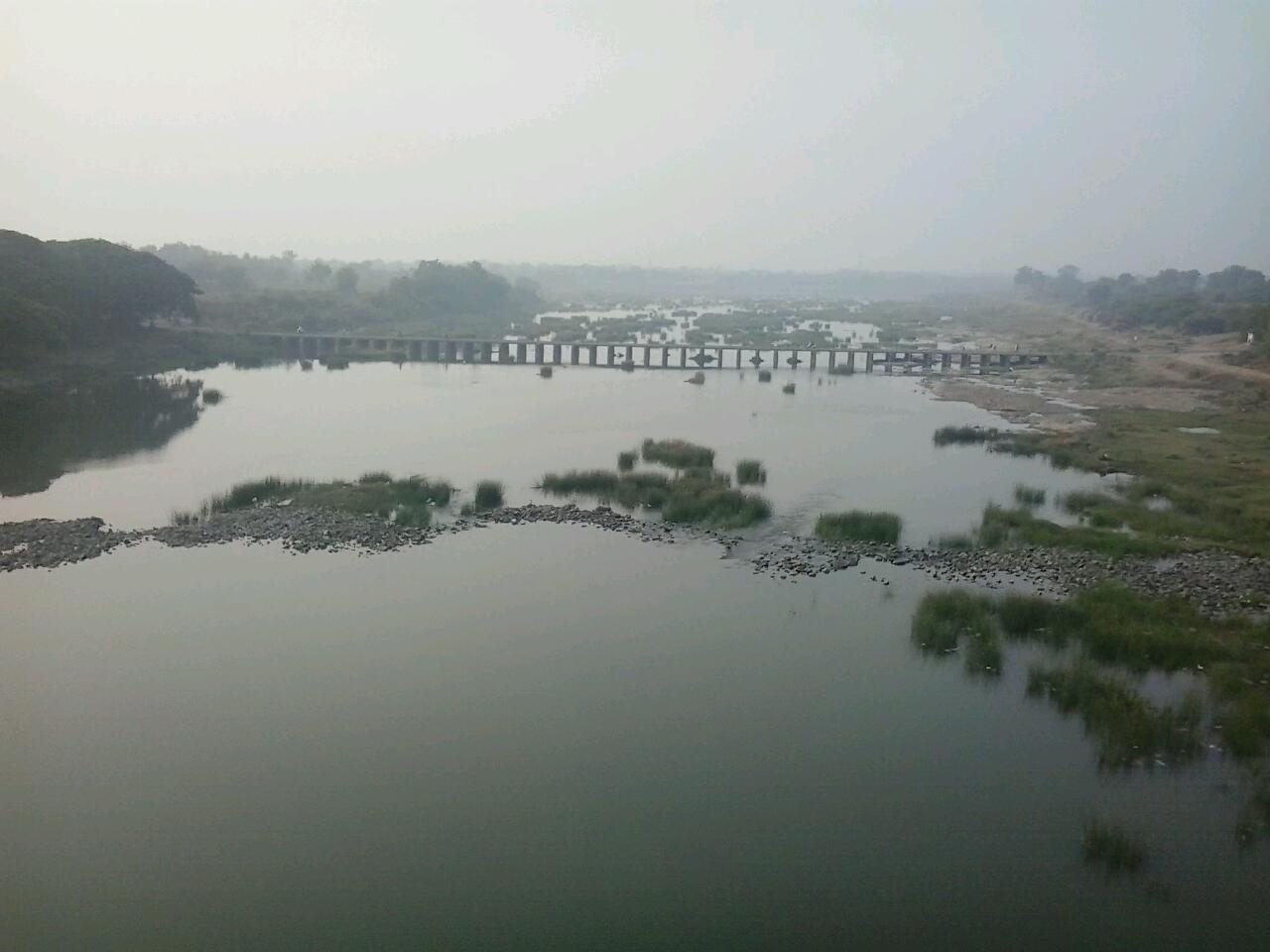
El rio Wardha en Pulgaon

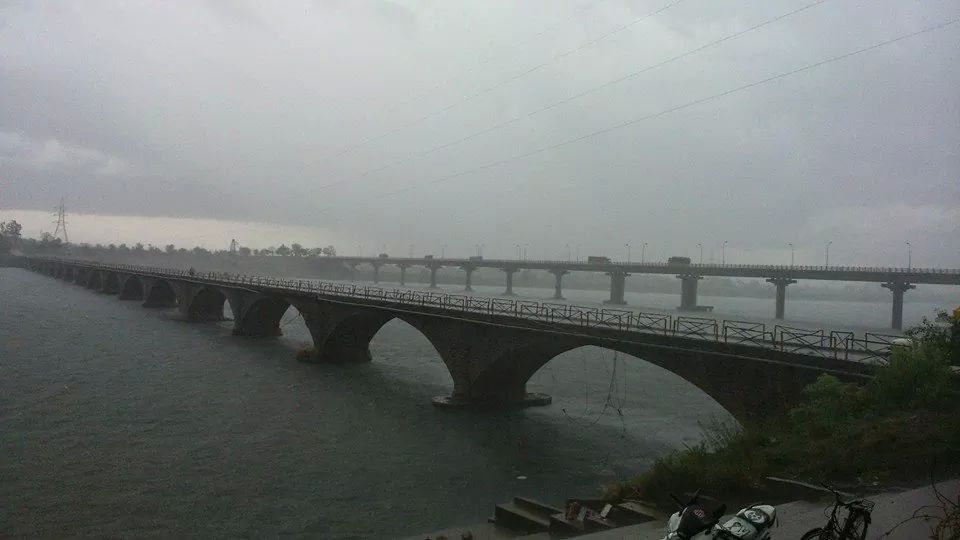
El río Wainganga en la ciudad de Bhandara

El río Pranhita comienza nominalmente en la confluencia de dos largos ríos: el río Wardha (área de drenaje: 46 237 km²) y el río Wainganga (área de drenaje: 49 677 km²). Esta unión se encuentra en la frontera entre los estados de Maharashtra y Telangana cerca de Kouthala (cerca de Sirpur kagaznagar). Justo al principio, el río disfruta de un ancho cauce.

## Curso
El río sigue un corto curso de 113 km que forma estrictamente la frontera entre el distrito de Gadchiroli, en Maharashtra, y el distrito de Adilabad, en Telangana. La dirección del río es hacia el sur, a diferencia de la mayoría de los ríos de la meseta del Decán. A lo largo de su curso, el río está flanqueado por densos bosques y alberga una rica biodiversidad de flora y fauna. Después de completar su breve viaje, el río desagua en el río Godavari en Kaleswaram.

## Presas
El río, hasta hoy, no tiene ninguna represa. Sin embargo, actualmente se está llevando a cabo un proyecto para construir una. Este proyecto previsto con un costo estimado de Rs.38,500 millones de rupias se conoce como Pranahita Chevella lift irrigation scheme (esquema de irrigación del remonte Pranahita Chevella) y es un proyecto conjunto entre el Maharashtra y Telangana.

## Usos
El río se utiliza para el transporte de agua entre Sironcha (MH) y Kaleswaram (TS).
También es parte de los 12 ríos en la lista de Pushkaram, que es un festival de tradiciones hindúes.